# 스트라이크 (야구)

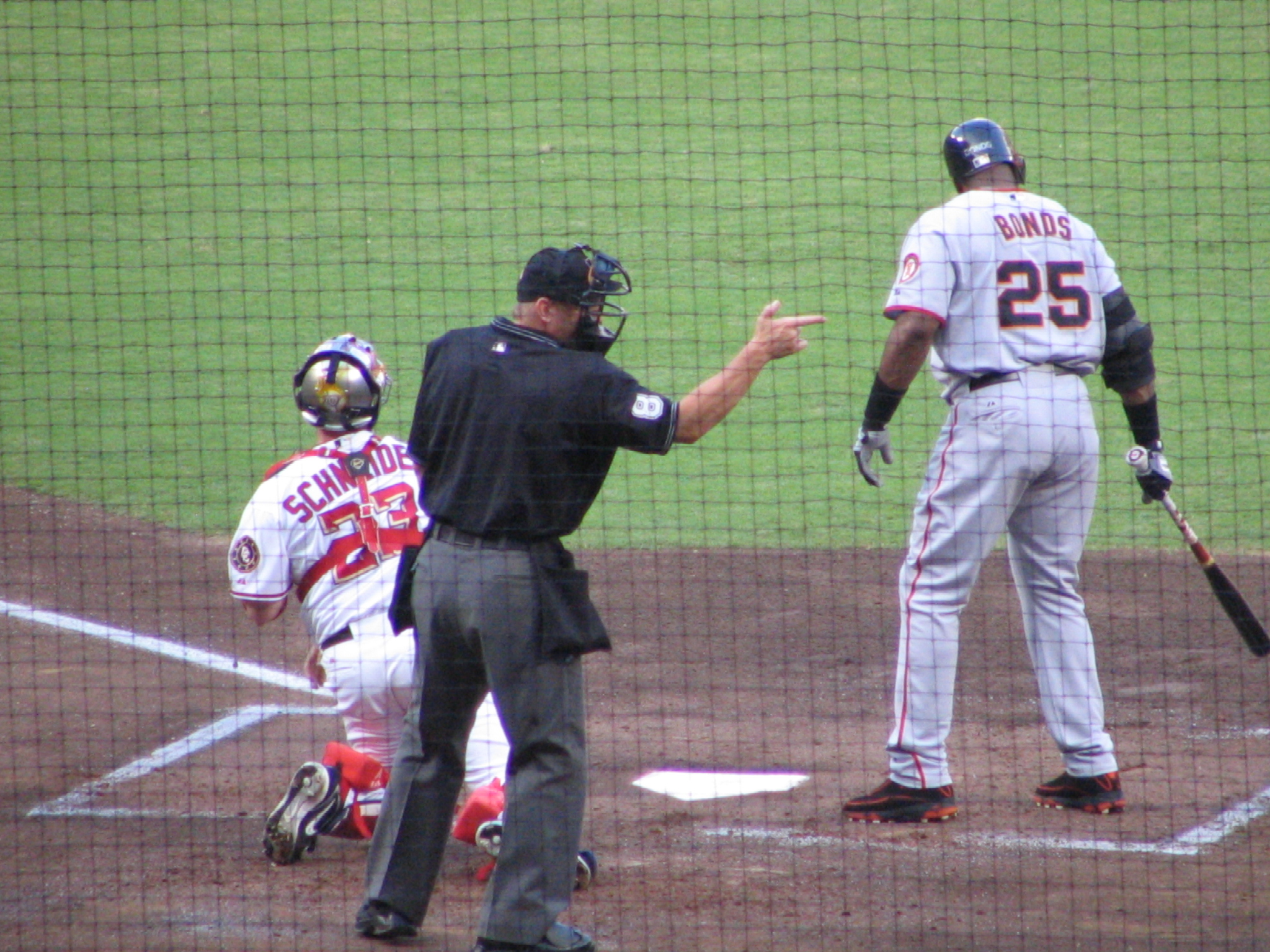
스트라이크를 선언하는 심판

스트라이크(strike)는 야구에서 상대 팀이 투수가 정규로 던진 투구가 스트라이크 존(즉 타자의 어깨에서 무릎사이)을 통과하거나 타자가 헛스윙을 하거나 파울 또는 파울팁이 된 것으로 스트라이크가 세 번 선언되면 타자는 삼진 아웃된다. 단, 1루가 비어 있거나 2아웃일 때 세 번째 스트라이크 선언된 공을 포수가 잡지 못하면 낫아웃이라 하여 타자가 1루로 달릴 기회를 얻게 되므로 이 때는 태그나 송구로 아웃시키는 과정이 필요하다. 또한 2 스트라이크 이후의 배트에 빗맞는 파울볼은 스트라이크로 간주하지 않는다.(파울팁, 번트로 인한 파울은 삼진아웃 처리)
그리고 심판이 스트라이크선언을 하고나서 비디오판독
,판정번복은 불가능하다.(심판의 스트라이크 판정에
항의하면 퇴장)